# 마르가레테 슈타이프
마르가레테 슈타이프(Margarete Steiff, 1847년~1909년)는 독일의 봉제인형 회사 창업자이다. 깅겐에서 태어났다.
어릴 때 소아마비로 보행 불구자가 되었다. 이후 평소 취미로 봉제 동물 인형을 만들었다. 그중 장난감 코끼리가 잡지에 알려졌고, 1880년 자매와 함께 봉제 완구 회사를 세웠다. 그녀 본인이 직접 설계를 맡았다. 이 회사에서 유명 제품이 다수 나왔다.